# Вардар
Вардар (мкд. Вардар, грч.  — Аксиос или  — Вардарис) је највећа река која протиче кроз Северну Македонију и једна од већих на Балкану. Дужина реке износи 388 km, а њен слив покрива површину од приближно 20.500 km².
Река Вардар извире у Врутоку, неколико km северно од Гостивара у Северној Македонији, пролази кроз Скопље, Грчку и улива се у Егејско море близу Солуна.
Река пролази кроз Тиквешку котлину где се у њу уливају највеће притоке, Црна река са десне и Брегалница са леве стране.
Иван Јастребов је записао да (свакако у горњем току) Вардар дели Полог на Доњи и Горњи. Гори Полог је на његовој десној страни, а Доњи са Тетовом - уз реку Маздача код Врапчишта.
Македонији припада око 80% речног тока Вардара (301 km), а остатак Грчкој.

## Притоке
- Црна река
- Брегалница
- Пчиња
- Треска
- Лепенац
- Бабуна
- Тополка
- Маркова река
- Кадина река
- Серава
- Ракита

## Галерија
- Вардар код Велеса 1922. године
- Извор Вардара у Врутоку
- Вардар у Гостивару
- Вардар код Велеса
- Вардар у Демиркапијској клисури
- Вардар у Грчкој
- Делта Вардара у Солунском заливу